# Chirnogeni (localidad)
Chirnogeni (antiguamente Ghiuvenli) es una localidad rumana de la comuna homónima, en el condado de Constanța.

## Toponimia
El antiguo nombre del lugar puede encontrarse escrito con grafías como Ghiuvenli, Ghiomnia, Ghivelnia y Ghiuvenlia Pasó a llamarse Chirnogeni.

## Historia
Hacia comienzos del siglo XX, la localidad, que ya por entonces pertenecía al condado de Constanța, formaba parte de la comuna de Cara-Omer y tenía contabilizada una población, compuesta en su mayor parte por  turcos y tártaros, de 776 habitantes.
En la segunda mitad del siglo XX la localidad había pasado a formar parte de la comuna homónima de Chirnogeni. En el censo de 2021 la localidad tenía una población de 1661 habitantes.